# 陳亮鏞
陳亮鏞（Mick Channon，1948年11月28日—，球員時期一般香港傳媒譯作米奇·燦農），是前英格蘭足球運動員及前任賽馬練馬師，以前其練馬基地在紐伯里。其中效力修咸頓時代最為光輝，曾入選國家隊，其風車式搖手慶祝入球動作深入民心。在賽馬事業上，所訓練的馬匹替他贏得多項一級賽冠軍。

## 足球事業

### 球會
修咸頓
陳亮鏞於1966年年僅17歲時首次代表修咸頓上陣，在對取得處子入球。三年內陳亮鏞在當時處於甲組聯賽豪不顯眼的修咸頓陣中成為主力射手。雖然在1974年破紀錄一季射入21球，但修咸頓仍然在球季結束後降班到乙組。
陳亮鏞雖然擔心其入選國腳機會減低，仍忠心耿耿隨隊降班。1976年對陳亮鏞是特別的一年，他的留隊獲得回報，仍然位處乙組的修咸頓晉級英格蘭足總盃決賽面對曼聯，雖然比對手低一班，惟修咸頓陣中球員比年青的曼聯球員更具經驗，結果1-0獲勝奪標，陳亮鏞亦有參與波比·史篤斯（Bobby Stokes）所射入的致勝球，這是他獲得的首面本土錦標獎牌。
曼城
1977/78年球季末，陳亮鏞以30萬英鎊身價離開修咸頓轉投曼城。球隊在聯賽取得良好戰績，緊隨利物浦之後獲得亞席，但陳亮鏞卻一直未能融入球隊，效力兩季僅分別射入12及11球。
重返修咸頓
1979年9月陳亮鏞重返已回升甲組的母會修咸頓，雖然已年屆30歲，他仍然擔任球隊的常規正選，但入球能力已無復當年，回歸兩季僅能每季取得10個入球。1981/82年香港甲組球季護級形勢激烈，其中保濟已篤定降班，在剩餘一輪賽事加山與南華相差僅1分，加山19戰14分得失球差-13球，而南華則19戰15分得失球差-5球，最後一戰先上演南華對海蜂，而後一天由加山對東方。形勢微妙在於加山女班主陳瑤琴身兼海蜂秘書，亦已決定來季入閣出掌海蜂，1982年5月28日陳瑤琴決定為加山救亡護級，斥資數十萬港元從修咸頓借用5名球員及教練作為援兵，分別投效海蜂及加山進行最後一輪賽事，陳亮鏞是球員中名氣最响的一員。6月3日陳亮鏞隨同教練查德利及4名隊友抵港，除羅倫士加盟海蜂外，其餘4人及教練效力加山。海蜂由於要為羅倫士註冊，故需要撤銷其原有韓援金成男的註冊，於6月6日對南華更收起另一主力細孖金剛男，全隊韓援演出失準，送出一個烏龍球及兩個十二碼，以1-4敗北將南華送上岸。圍魏救趙失敗，6月7日加山對東方變成例行公事，陳亮鏞亮相擔任正前鋒，被評為毫無戰意，最終加山以2-0獲勝。
陳亮鏞在分別兩次效力合共為修咸頓上陣510場及射入185球，是球隊歷來入球最多神射手，他於1982年加盟。
生涯末期
在紐卡素逗留僅一個月後轉投布里斯托流浪，陳亮鏞光輝的足球事業已踏入黃昏期，為布里斯托流浪上陣9場仍然無法取得入球後，他突然離隊投靠诺里奇城，雖然年齡已達34歲卻找到第二春，效力三季上陣88場射入16球，於1985年最後一季效力期間協助球隊贏得英格蘭聯賽盃，在溫布萊球場以1-0擊敗，奪得個人第二個及最後一個本土錦標，但諾域治卻與新特蘭在球季結束後雙雙降班。陳亮鏞其後效力及芬哈斯（Finn Harps），直到1986年才正式退役。

### 國家隊
1972年10月陳亮鏞獲時任領隊阿爾夫·拉姆西（Alf Ramsey）徵召代表英格蘭上陣，在溫布萊球場以1-1賽和南斯拉夫首次披甲，表現良好獲選加入兩場1974年世界盃外圍賽參賽名單，但最終沒有獲得選派列陣其中。直到1973年2月英格蘭在咸普頓公園球場以5-0大勝主隊蘇格蘭，陳亮鏞才獲得第二頂國際賽喼帽，更在賽事中射入一球。
同年陳亮鏞再在威爾斯身上取得入球，更在7-0橫掃奧地利一仗梅開二度。他獲藍西挑選參加首場競爭性國際賽——在世界盃外圍賽於主場溫布萊迎戰波蘭的決定性一仗，英格蘭只有獲勝才可以取得出線決賽週資格。第10場代表英格蘭上陣的陳亮鏞雖然與隊友控制戰局，但一直無法打破彊局，他的最佳入球機會又被對方出色門將扬·托马谢夫斯基（Jan Tomaszewski）救出，最終1-1和局終場，英格蘭於外圍賽飲恨出局。
他於季後代表英格蘭出席一系列的友誼賽，在其中3場取得入球。陳亮鏞在10月獲選留隊角逐1976年歐國盃外圍賽，於首仗主場3-0擊敗捷克斯洛伐克為國家隊先拔頭籌。他的下一個國際賽入球在差不多一年後，在1975年9月對瑞士的友誼賽才射入。當時英格蘭在外圍賽尚餘兩仗作客賽事，雖然陳亮鏞兩場均有入球，但英格蘭先在布拉迪斯拉发1-2不敵這屆歐國盃最終冠軍捷克斯洛伐克；最後一仗在里斯本1-1賽和葡萄牙，小組排第二位，繼世界盃後再次在大賽外圍賽出局。
陳亮鏞繼續代表英格蘭在不同競賽上陣及取得入球，直到1976年6月12日英格蘭再次角逐世界盃外圍賽，首仗作客赫爾辛基以4-1擊敗芬蘭旗開得勝，陳亮鏞亦有入球；但11月作客羅馬被同組勁敵義大利以2-0擊敗。1977年3月3日陳亮鏞在溫布萊梅開二度協助國家隊5-0大破同組「魚腩」盧森堡，亦使出線再露曙光。他在同年5月對北愛爾蘭第20個國家隊入球；一星期後對蘇格蘭陳亮鏞再有入球，但英格蘭主場1-2敗陣，瘋狂的蘇格蘭球迷衝入溫布萊草坪慶祝，更掘走草皮作為戰利品及推倒一條球門橫楣。
陳亮鏞轉會曼城後影響狀態，時任英格蘭領隊朗·格連活（Ron Greenwood）只有將他釁出10月12日作客對盧森堡爭取入球的重要賽事的正選名單，結果英格蘭「僅勝」2-0，雖然分組賽最後一場以2-0擊敗義大利，但對手最後一場主場3-0輕取盧森堡，同分下就以多3球的得失球差取得出線席位，英格蘭連續兩屆緣盡世界盃決賽週。陳亮鏞其後再沒有入選國家隊，他合共上陣46場及射入21球，與奇雲·基瑾併列國家隊歷來射手榜第16位。

### 足球榮譽
修咸頓
- 英格蘭足總盃冠軍：1976年；

諾域治
- 英格蘭聯賽盃冠軍：1985年；

## 賽馬事業
在陳亮鏞仍為球員的時候，已經一名馬主，所購入的首匹馬女「嘉菲珍妮」（Cathy Jane）曾經在1973年於雅士谷馬場贏得布朗積克錦標（Brown Jack Stakes）。
在退出足球事業後，陳亮鏞成為副練馬師。1990年獲得練馬師牌照，初時擁有十頭馬匹。1999年他搬到鄰近紐貝利原先由英女皇所擁有的「西以斯利馬房」（West Ilsley），養馬數目逐漸增加，全盛期有接近二百多頭馬匹。2002年，首次勝出超過100場賽事，勝總共出123場，翌年更勝出137場頭馬。
2004年陳亮鏞攜兩匹馬「皇室舞者」及「皇家千禧」到香港的香港國際賽事分別參加香港瓶及香港短途錦標；2009年他旗下的「躍升」再戰香港瓶，在13匹參賽馬中跑第10位。
雖然是備受尊敬的練馬師，但從未能成功衝擊英國經典賽事。曾將馬匹交托給陳亮鏞打理的足球圈馬主有奇雲·基瑾、阿倫·波爾及費格遜等。
2022年，陳亮鏞正式退休，由哲嗣陳利良（Jack）繼承練馬師生涯。
陳亮鏞旗下馬匹勝出世界各地部分一級大賽包括：
 英国
- 奇发里园锦标（Cheveley Park Stakes）：1999年「Seazun」、2001年「Queen's Logic」；
- 杜靴斯錦標（Dewhurst Stakes）：2000年「多博」（Tobougg）；
- 楠索普锦标（Nunthorpe Stakes）：1994年「Piccolo」；
- 聖詹姆士皇宮錦標（St. James's Palace Stakes）：2003年「Zafeen」；

 加拿大
- 戴萊錦標（E. P. Taylor Stakes）：2009年「立起來」（Lahaleeb）；

 法國
- 聖格盧大賽（Grand Prix de Saint-Cloud）：2008年「躍升」（Youmzain）；
- 莫尼大賽（Prix Morny）：2005年「Silca's Sister」；
- 撒拉曼德大賽（Prix de la Salamandre）：2000年「多博」（Tobougg）；

 爱尔兰
- 莫格雅育馬場錦標（Moyglare Stud Stakes）：2002年「Mail the Desert」；

 義大利
- 泰斯奧錦標（Premio Lydia Tesio）：2009年「Eva's Request」；
- 意大利總理盃（Premio Roma）：2003年「皇室舞者」（Imperial Dancer）。

### 2006至2009年馬季成績
| 年度   | 出賽 | 冠軍 | 勝出率 | 總獎金（英鎊） |
| ------ | ---- | ---- | ------ | -------------- |
| 2006年 | 890  | 107  | 12%    | 1,398,867.12   |
| 2007年 | 906  | 93   | 10%    | 1,581,945.87   |
| 2008年 | 792  | 76   | 10%    | 1,122,907.95   |
| 2009年 | 867  | 73   | 8%     | 1,101,645.35   |

資料來源：陳亮鏞官網

## 外部連結
- 個人官方網站 （页面存档备份，存于）
- Mick Channon Biography （页面存档备份，存于）
- 香港賽馬會：陳亮鏞 （页面存档备份，存于）